# Arenga (Gattung)
Arenga ist eine Pflanzengattung innerhalb der Familie der Palmengewächse (Arecaceae). Die etwa 23 sind von Südasien über Südostasien bis Australien verbreitet. Von regionaler wirtschaftlicher Bedeutung ist die Zuckerpalme (Arenga pinnata). Die meisten Arten blühen nur einmal.

## Beschreibung

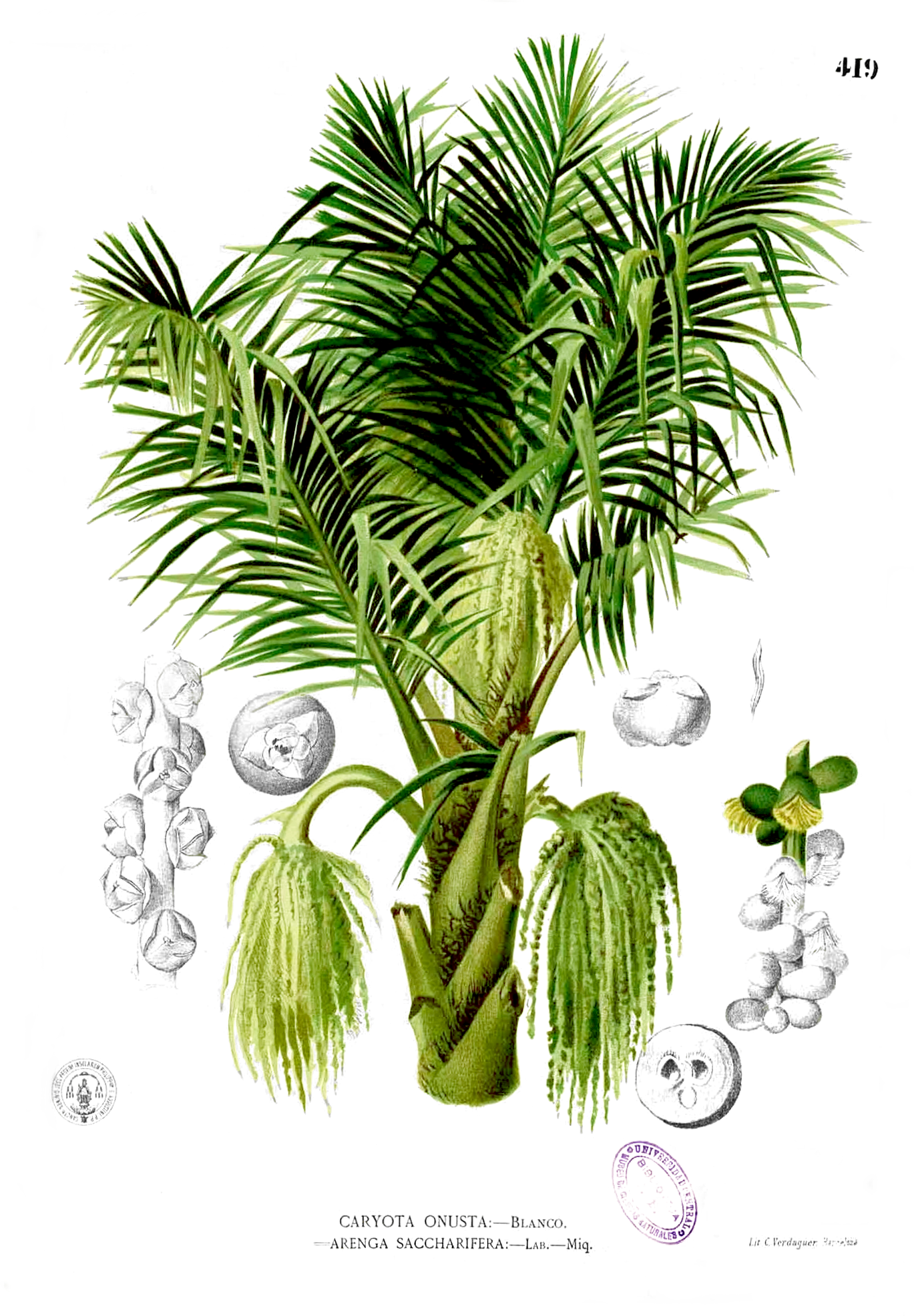
Illustration aus Blanco von Arenga pinnata

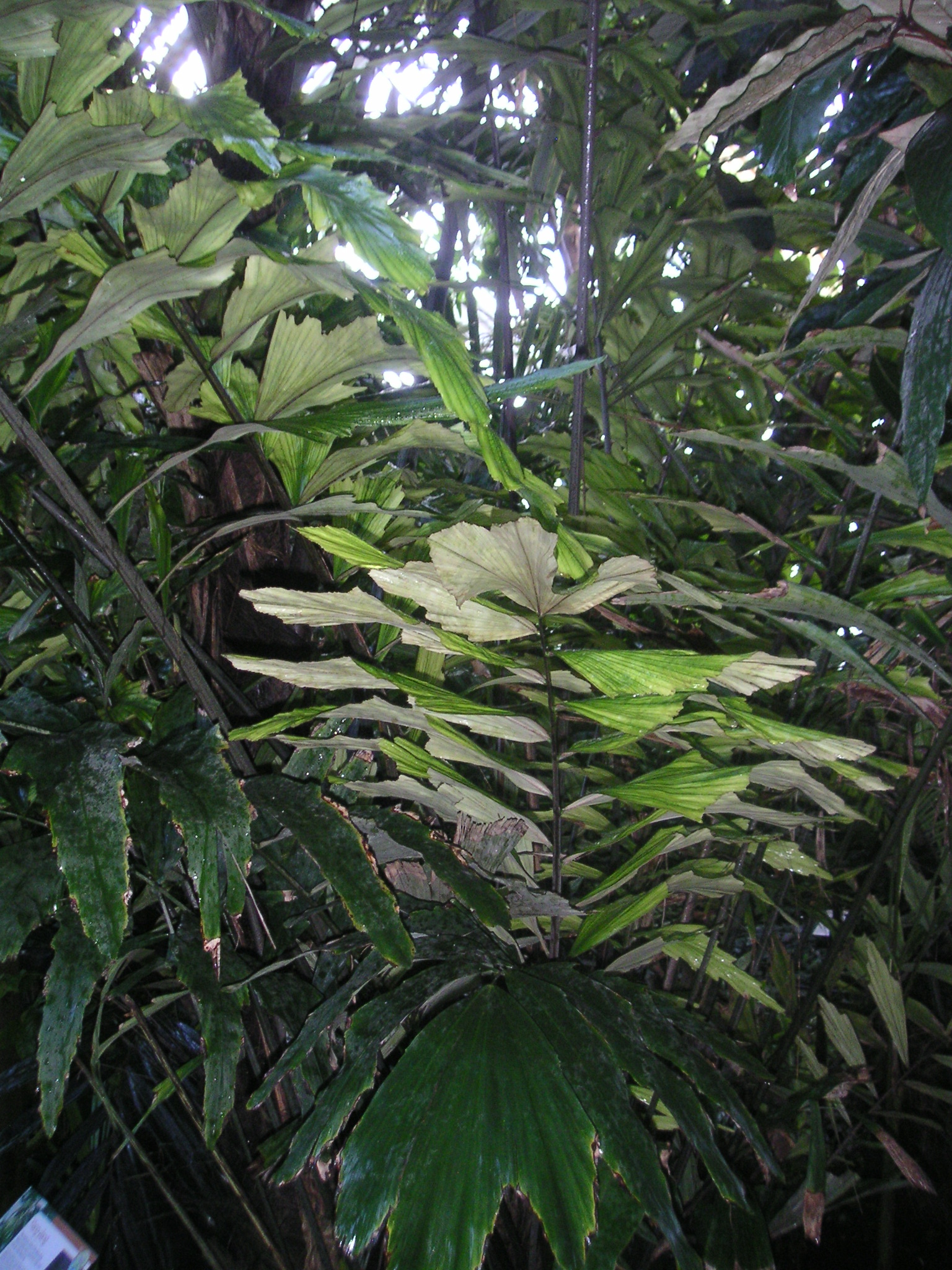
Blätter von Arenga undulatifolia

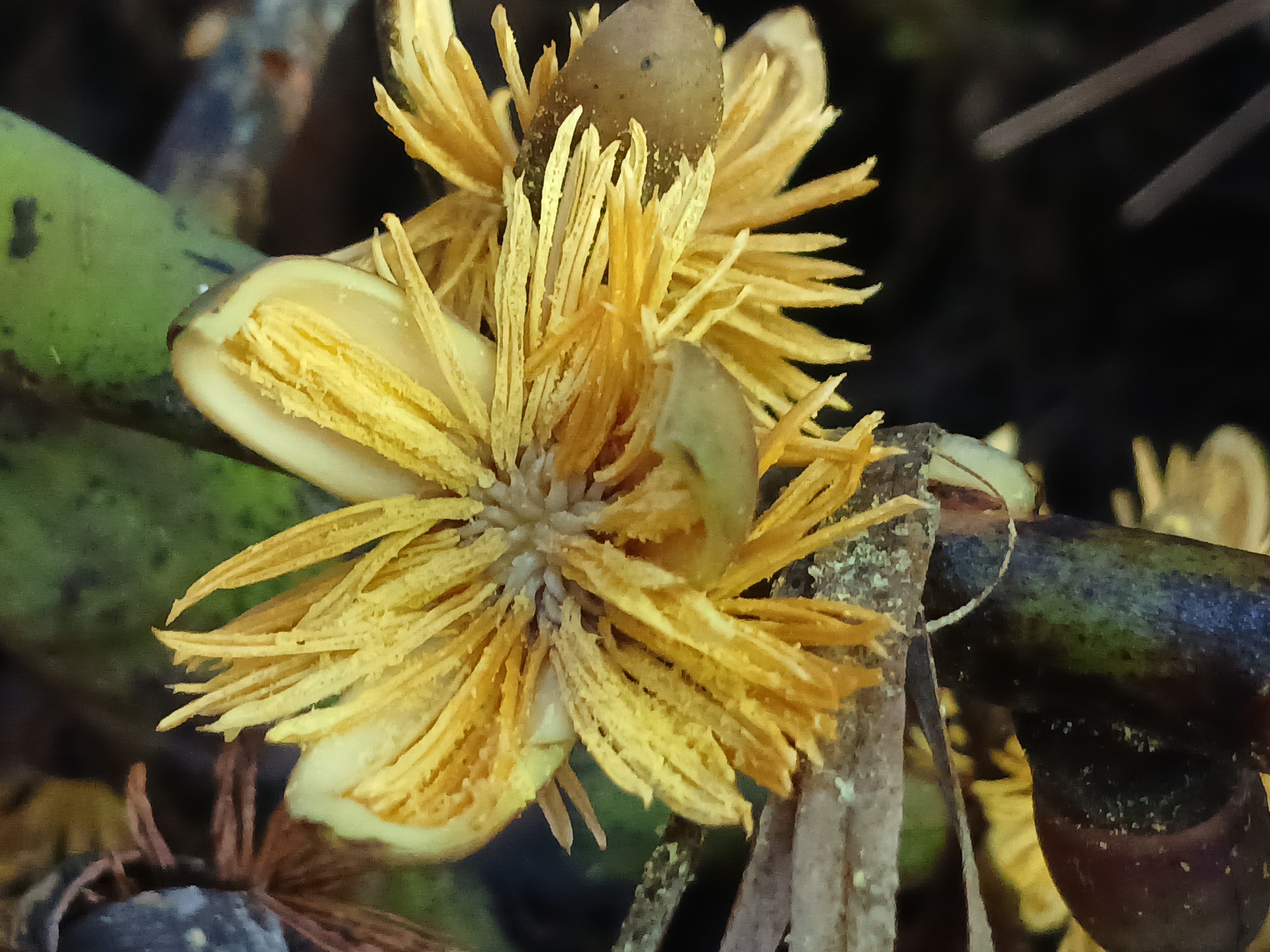
Männliche Blüte von Arenga wightii

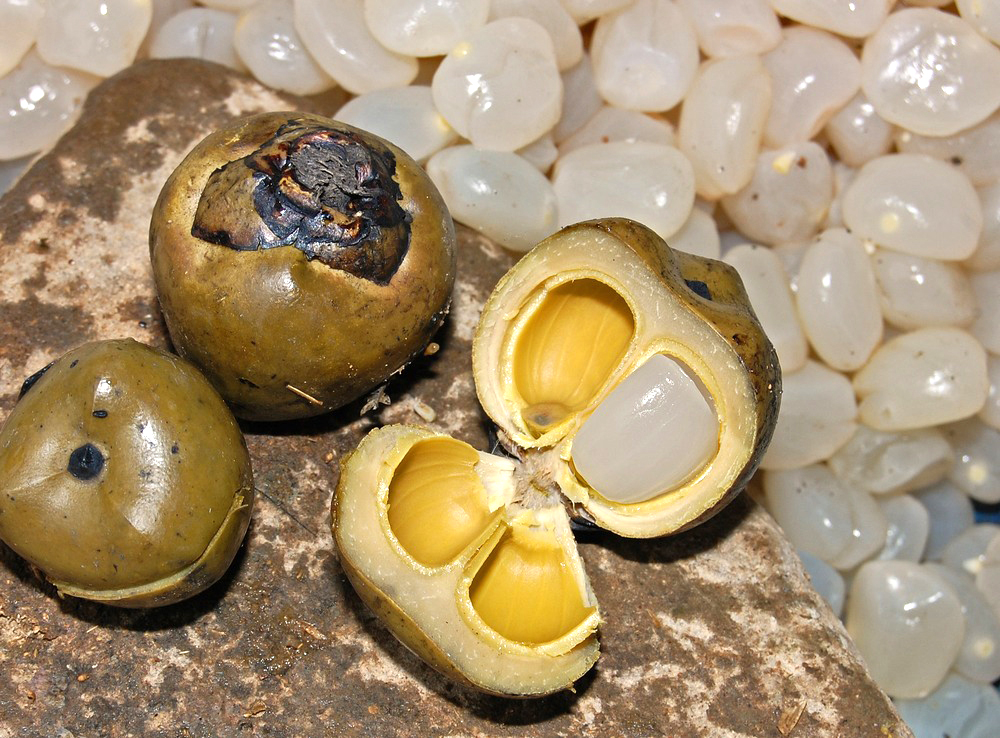
Früchte von Arenga pinnata

### Habitus
Arenga-Arten sind kleine bis massive, einzel- oder mehrstämmige gefiederte Palmen.  Der Stamm hat kurze oder lange Internodien, die meist durch die faserigen Blattbasen und Blattscheiden verdeckt sind. Selten ist der Stamm frei, dann ist er auffällig mit Blattnarben geringelt.

### Blätter
Die Blätter sind fächerförmig und induplikat (Fiederchen sind im Querschnitt V-förmig) gerippt, oder induplikat ungeradzahlig gefiedert. Die Blätter vertrocknen an der Palme, selten fallen sie durch ihr eigenes Gewicht ab. Die Blattscheide ist unterschiedlichst mit Schuppen und Haaren besetzt und reicht häufig in Form einer Ligula über den Stielansatz hinaus. Die Scheide zerfällt mit der Zeit in eine Masse von schwarzen Fasern. Der Blattstiel ist meist gut ausgebildet. Die Fiederblättchen sind einfach gefaltet mit Ausnahme des endständigen. Sie stehen regelmäßig oder in Gruppen und stehen in mehreren Ebenen. Die Oberseite ist meist kahl oder verkahlend, die Unterseite dicht behaart und mit braunen Schuppen besetzt.

### Blütenstände
Die meisten Arenga-Arten blühen nur einmal, sind also hapaxanth, wenige Arten sind mehrmals blühend. Sie sind getrenntgeschlechtig; vorwiegend monözisch, seltener diözisch.
Der Blütenstand steht zwischen den Blättern (intrafoliar), selten unter den Blättern (infrafoliar). Häufig bricht er durch die Blattscheiden durch. Bei den mehrmals blühenden Arten werden die Blütenstände in einer akropetalen Reihenfolge gebildet: von unten nach oben. Bei den hapaxanthen Arten werden sie basipetal gebildet: von oben nach unten. Die distalsten Blütenstände stehen meist in stark reduzierten Tragblättern. Die Blütenstände sind bisexuell. Sie können durch Unfruchtbarkeit eines Geschlechts auch unisexuell sein. Dann stehen die weiblichen distal im Vergleich zu den männlichen. Die Blütenstände sind meist ein- bis zweifach verzweigt.
Der Blütenstandsstiel ist kurz bis deutlich entwickelt und trägt ein eher unauffälliges, basal stehendes, zweikieliges Vorblatt und mehrere auffällige, spiralig stehende Hochblätter. Die Hochblätter an der Blütenstandsachse sind unauffällig und dreieckig. Die Seitenachsen, die die Blüten tragen (Rachillae) sind aufrecht oder hängend, können sehr schlank oder massiv sein. An ihnen stehen in spiraliger Anordnung die Blüten-Triaden.

### Blüten
Die männlichen Blüten öffnen sich in bisexuellen Blütenständen vor den weiblichen. Sie haben drei rundliche, ledrige Kelchblätter. Die Krone ist an der Basis röhrig und trägt drei ovale bis längliche, ledrige Lappen. Meist sind viel mehr als 15 Staubblätter ausgebildet, selten nur sechs bis neun. Die Staubfäden sind kurz. Die Staubbeutel sind lang. Das Konnektiv endet manchmal in einer Spitze. Ein Stempelrudiment gibt es nicht. Der Pollen ist ellipsoidisch und eher bisymmetrisch. Die Keimöffnung ist ein distaler Sulcus. Die längste Achse misst 27 bis 36 Mikrometer.
Die weiblichen Blüten sind meist kugelig, manchmal recht groß. Die drei Kelchblätter sind rundlich und ledrig. Die drei Kronblätter sind an der Basis etwa zur Hälfte verwachsen, die Endlappen sind dreieckig. Es gibt null bis drei Staminodien. Der Fruchtknoten ist kugelig, dreifächrig und trägt zwei bis drei Narben. Es gibt zwei bis drei fertile Fächer, die Samenanlagen sind semianatrop.

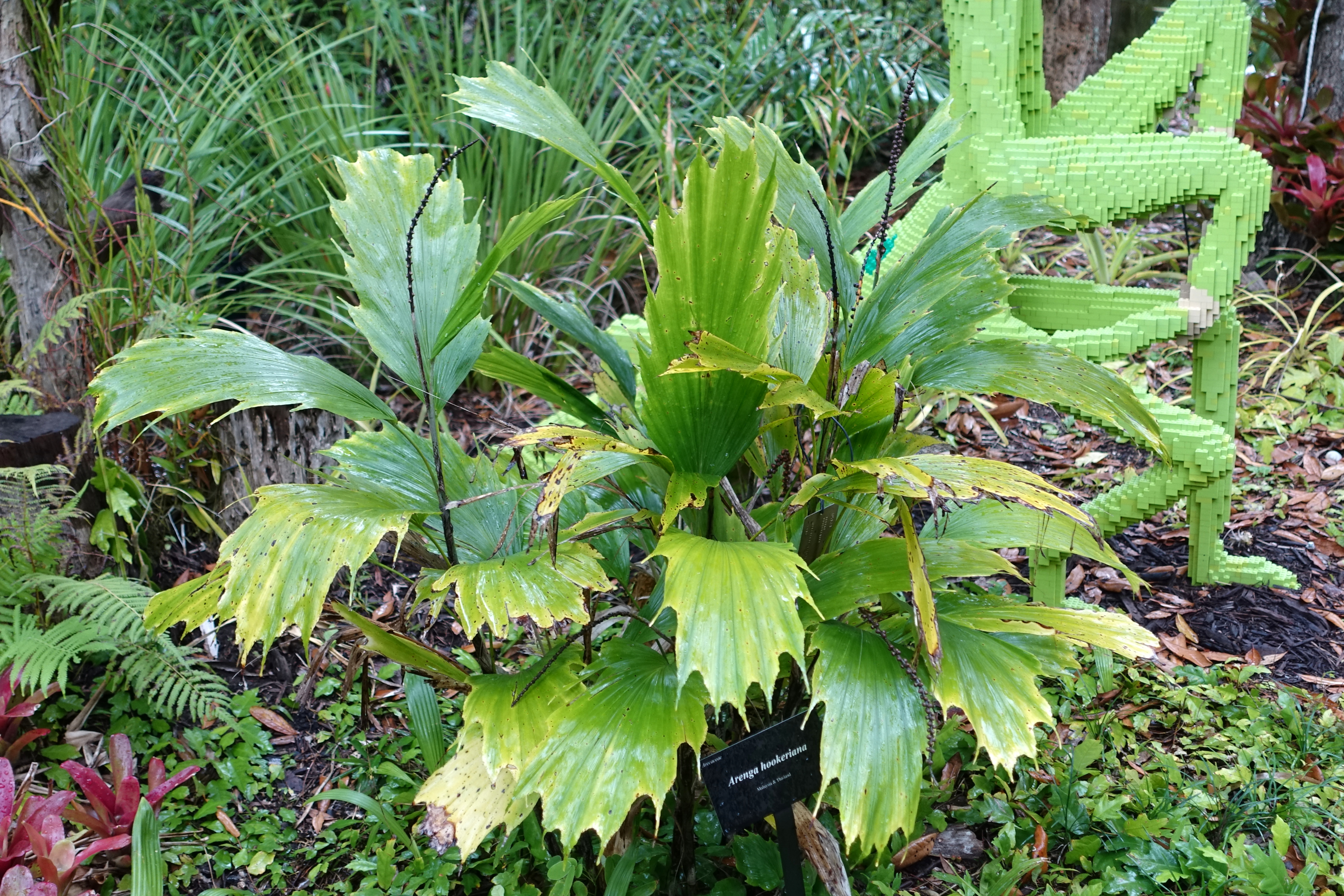
Habitus und Laubblätter von Arenga hookeriana

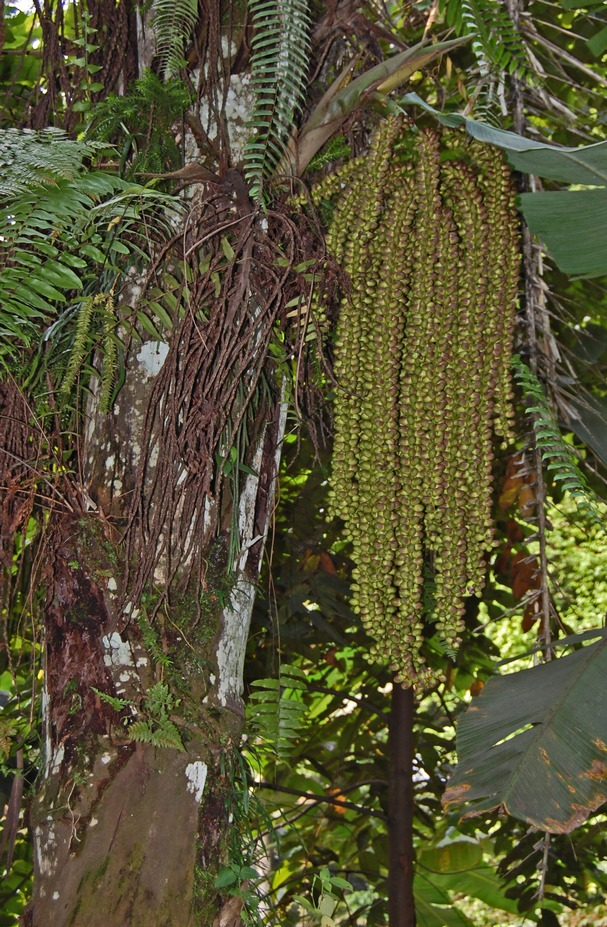
Blütenstand von Arenga pinnata

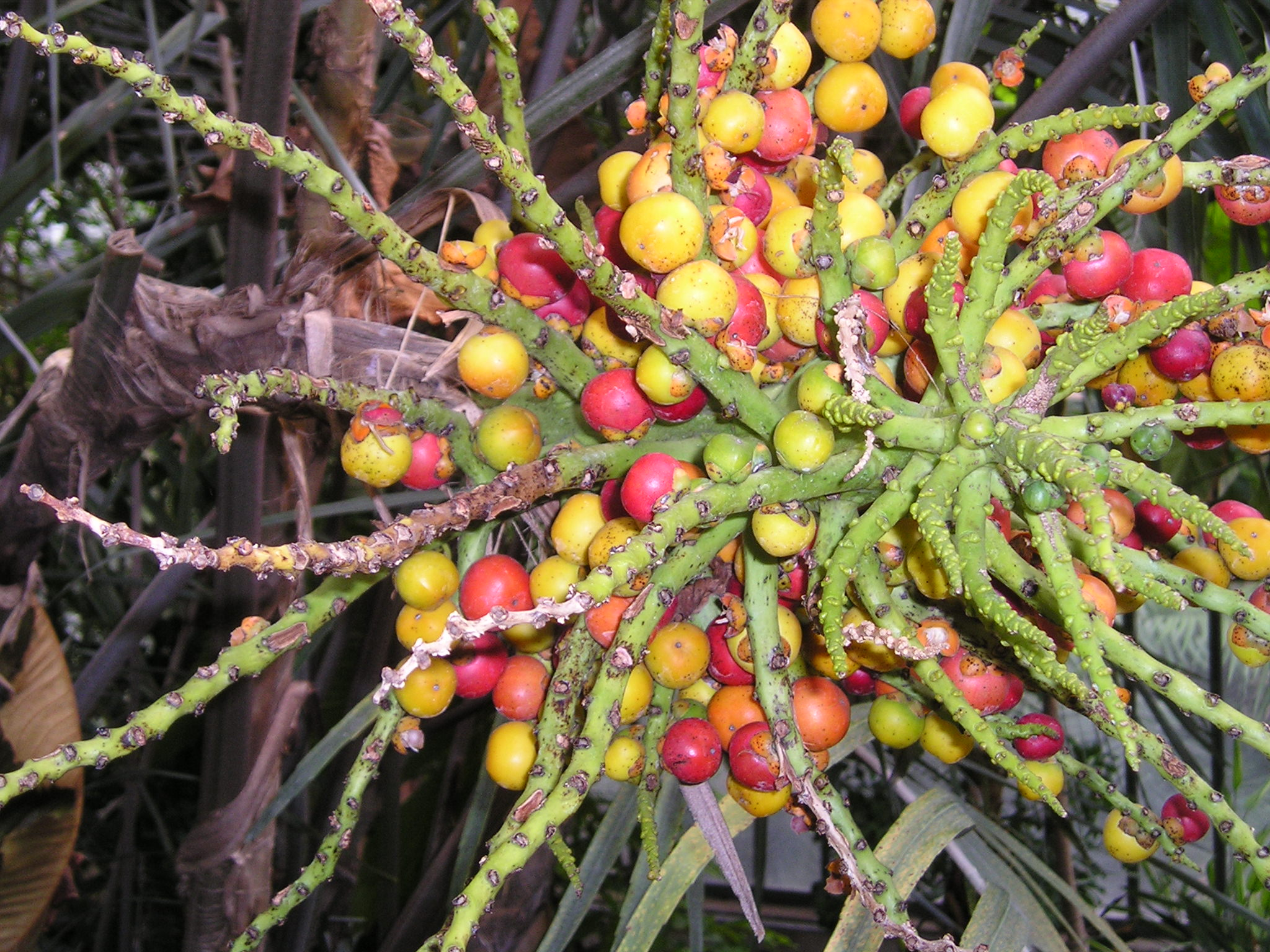
Fruchtstand von Arenga tremula

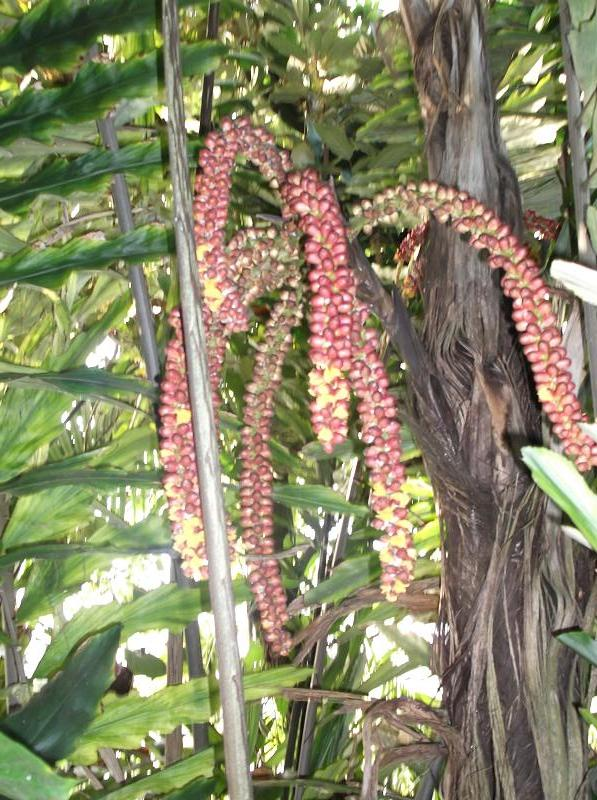
Fruchtstand von Arenga undulatifolia

### Früchte und Samen
Die Frucht ist kugelig bis ellipsoidisch, häufig leicht kantig. Sie enthält ein bis drei Samen. Die Narbenreste stehen apikal. Das Exokarp ist glatt und stumpf bis hell gefärbt. Das Mesokarp ist fleischig und mit zahlreichen irritierenden Kristallnadeln versehen. Das Endokarp ist nicht ausdifferenziert. Die Samen sitzen basal, sind glatt und haben ein homogenes Endosperm.

### Chromosomensätze
Die Chromosomenzahl beträgt 2n = 32, eine Art ist tetraploid mit 2n = 64.

## Vorkommen
Das Verbreitungsgebiet der Gattung Arenga reicht vom südlichen Indien, südlichen China, den Ryūkyū-Inseln und Taiwan über ganz Südostasien, Malesien und die Weihnachtsinsel bis zum nördlichen Australien.
Die meisten Arten wachsen in primären Wäldern im Tiefland und den Hügeln der perhumiden Tropen. Einige Arten sind hohe Palmen, die in Gruppen wachsen und große Mengen Falllaub bilden. Sie haben einen deutlichen Effekt auf die Walddynamik. Kleinere Arten, die früher in die Gattung Didymosperma gestellt wurden, wachsen im Wald-Unterwuchs.

## Systematik
Die Gattung Arenga wurde 1800 durch Jacques Julien Houtou de Labillardière in Bulletin des Sciences, par la Société Philomatique, Band 2, Seite 162 aufgestellt. Synonyme für Arenga Labill. ex DC. sind: Blancoa Blume nom. illeg., Didymosperma H.Wendl. & Drude ex Hook. f., Gomutus Corrêa, Saguerus Steck
Die Gattung Arenga gehört zur Tribus Caryoteae in der Unterfamilie Coryphoideae innerhalb der Familie Arecaceae. Die Gattung Arenga ist monophyletisch. Ihre Schwestergruppe ist Wallichia.
Es gibt etwa 23 Arten:
- Arenga australasica  (H.Wendl. & Drude) S.T.Blake ex H.E.Moore: Dieser Endemit kommt nur im nördlichen bis nordöstlichen Queensland vor.
- Arenga brevipes Becc.: Die Heimat ist Sumatra und Borneo.
- Arenga caudata (Lour.) H.E.Moore: Die Heimat ist Thailand, Myanmar, Malaysia, Kambodscha, Laos, Vietnam und China.
- Arenga distincta Mogea: Die Heimat ist Borneo.
- Arenga engleri Becc.: Dieser Endemit kommt nur im westlichen Taiwan vor.
- Arenga hastata (Becc.) Whitmore: Die Heimat ist Thailand, Malaysia, Borneo und Sumatra.
- Arenga hookeriana (Becc.) Whitmore: Die Heimat ist Thailand und Malaysia.
- Arenga listeri Becc.: Dieser Endemit kommt nur auf der Weihnachtsinsel vor.
- Arenga longicarpa C.F.Wei: Sie kommt nur in der chinesischen Provinz Guangdong vor.
- Arenga longipes Mogea: Die Heimat ist Sumatra.
- Arenga micrantha C.F.Wei: Das Verbreitungsgebiet reicht vom südöstlichen Tibet bis zum östlichen Himalaja.
- Arenga microcarpa Becc.: Die Heimat ist Maluku, Neuguinea und Australien.
- Arenga mindorensis Becc.: Die Heimat ist Mindoro von den Philippinen.
- Arenga obtusifolia Mart.: Die Heimat ist Thailand und das westliche Malesien.
- Arenga pinnata (Wurmb) Merr.: Das Verbreitungsgebiet reicht von Assam bis Malesien.
- Arenga plicata Mogea: Dieser Endemit kommt nur auf Sumatra vor.
- Arenga porphyrocarpa (Blume ex Mart.) H.E.Moore: Sie kommt von Sumatra bis Java vor.
- Arenga retroflorescens H.E.Moore & Meijer: Dieser Endemit kommt nur in Sabah auf Borneo vor.
- Arenga ryukyuensis A.J.Hend.: Dieser Endemit kommt nur auf den Nansei-Inseln vor.
- Arenga talamauensis Mogea: Dieser Endemit kommt nur auf Sumatra vor.
- Arenga tremula (Blanco) Becc.: Die Heimat sind die Philippinen.
- Arenga undulatifolia Becc.: Die Heimat ist Borneo, Sulawesi und Palawan von den Philippinen.
- Arenga westerhoutii Griff.: Das Verbreitungsgebiet reicht von Bhutan bis zum südlichen China und Malaysia.
- Arenga wightii Griff.: Die Heimat ist das südwestliche Indien.

## Fossilgeschichte
Das Fossil eines Blütenstandsschaft aus Indien, Palmostroboxylon arengoidum, wurde in die Nähe von Arenga gestellt. Ein Samen, Iriartea collazoensis, aus dem mittleren Oligozän von Puerto Rico, ähnelt stark denen von Arenga und Iriartea. Die Pollengattung Arengapollenites stammt aus dem unteren Eozän Indiens und ähnelt sehr stark dem von Arenga.

## Belege